# Cindy Williams
Cynthia Jane Williams, detta Cindy (Los Angeles, 22 agosto 1947 – Los Angeles, 25 gennaio 2023), è stata un'attrice statunitense, famosa per l'interpretazione di Shirley nella sit-com Laverne & Shirley.

## Biografia
Sua madre Marie Francesca "Lillie" Bellino (1910-1995), era una cameriera e suo padre Beachard John "Bill" Williams (1913-1969), lavorava in un'azienda di produzione di elettronica. La famiglia si trasferì a Dallas quando aveva un anno e tornò a Los Angeles quando ne aveva dieci.
Williams scrisse e recitò in una chiesa durante l'infanzia e in seguito recitò in produzioni alla Birmingham High School; si è diplomata nel 1965, un anno dopo Sally Field. Frequentò il Los Angeles City College dove si laureò in teatro.
Debuttò professionalmente nel 1971, dando voce a uno dei personaggi del film Gas, fu necessario distruggere il mondo per poterlo salvare (1970) di Roger Corman. Nello stesso anno partecipò al film Yellow 33, con la regia di Jack Nicholson. Il primo successo personale giunse interpretando la fidanzata di Ron Howard nel film American Graffiti (1973), diretto da George Lucas, col quale ottenne una candidatura al premio BAFTA. Interpretò inoltre il ruolo della madre, Lisa Burke, nell'episodio Help Wanted: Kids della serie televisiva Disneyland (1986). Ebbe successo anche in televisione, soprattutto con la serie Laverne & Shirley (1976-1983), ove interpretava il ruolo di Shirley accanto a Penny Marshall.
È morta il 25 gennaio 2023 all'età di 75 anni a seguito di una breve malattia. La notizia del decesso è stata annunciata dai figli cinque giorni dopo.

## Vita privata
Di religione cattolica, nel 1982 sposò l'attore Bill Hudson, dal quale divorziò nel 2000 e con il quale recitò nell'episodio Help Wanted: Kids della serie Disneyland, in cui Hudson interpretava proprio il ruolo di suo marito Tom Burke. Dal matrimonio nacquero 2 figli, Emily Hudson nel 1982 e Zachary Hudson nel 1986.

## Filmografia

### Cinema
- Gas, fu necessario distruggere il mondo per poterlo salvare (Gas! -Or- It Became Necessary to Destroy the World in Order to Save It), regia di Roger Corman (1970)
- Yellow 33 (Drive, He Said), regia di Jack Nicholson (1971)
- Beware! The Blob, regia di Larry Hagman (1972)
- In viaggio con la zia (Travels with My Aunt), regia di George Cukor (1972)
- Origine di una perversione (The Killing Kind), regia di Curtis Harrington (1973)
- American Graffiti, regia di George Lucas (1973)
- La conversazione (The Conversation), regia di Francis Ford Coppola (1974)
- Colpisci ancora Joe (Mr Ricco), regia di Paul Bogart (1975)
- The First Nudie Musical, regia di Bruce Kimmel, Mark Haggard (1976)
- American Graffiti 2 (More American Graffiti), regia di Bill L. Norton (1979)
- The Creature Wasn't Nice, regia di Bruce Kimmel (1981)
- UFOria, regia di John Binder (1985)
- Ragazze, il mostro è innamorato (Big Man on Campus, regia di Jeremy Kagan (1989)
- Brusco risveglio (Rude Awakening), regia di David Greenwalt (1989)
- Bingo - Senti chi abbaia (Bingo), regia di Matthew Robbins (1991)
- Piacere, Wally Sparks (Meet Wally Sparks), regia di Peter Baldwin (1997)
- The Biggest Fan, regia di Michael Criscione (2002)

### Televisione
- Il fantastico mondo di Mr. Monroe (My World and Welcome to It) - serie TV, 1 episodio (1970)
- La tata e il professore (Nanny and the Professor) - serie TV, 1 episodio (1971)
- Hawaii Squadra Cinque Zero (Hawaii Five-0) - serie TV, 1 episodio (1974)
- Sulle strade della California (Police Story) - serie TV, 1 episodio (1975)
- Happy Days - serie TV, 5 episodi (1975-1979)
- Petrocelli - serie TV, 1 episodio (1976)
- Laverne & Shirley - serie TV, 159 episodi (1976-1983)
- Disneyland - serie TV, 2 episodi (1986)
- Salvate il cane (Save The Dog!), regia di Paul Aaron - film TV (1988)
- Normal Life- serie TV, 13 episodi (1990)
- Lois & Clark - Le nuove avventure di Superman (Lois & Clark: The New Adventures of Superman) - serie TV, 1 episodio (1994)
- Hope & Gloria - serie TV, 1 episodio (1996)
- Il tocco di un angelo (Touched by an Angel) - serie TV, 1 episodio (1996)
- Tris di cuori (For Your Love) - serie TV, 3 episodi (2000-2002)
- Settimo cielo (7th Heaven) - serie TV, 1 episodio (2002)
- Perfetti... ma non troppo (Less Than Perfect) - serie TV, 1 episodio (2002)
- 8 semplici regole (8 Simple Rules) - serie TV, 2 episodi (2003)
- Law & Order - Unità vittime speciali (Law & Order: Special Victims Unit) - serie TV, 1 episodio (2004)
- Drive - serie TV, 3 episodi (2007)
- Strawberry Summer, regia di Kevin Connor - film TV (2012)
- Sam & Cat - serie TV, 1 episodio (2013)

## Riconoscimenti
- Golden Globe
  - 1978 – Candidatura alla miglior attrice in una serie commedia o musicale per Laverne & Shirley
- BAFTA
  - 1975 – Candidatura alla migliore attrice non protagonista per American Graffiti

## Doppiatrici italiane
Nelle versioni in italiano delle opere in cui ha recitato, Cindy Williams è stata doppiata da:
- Roberta Paladini in American Graffiti
- Anna Rita Pasanisi in American Graffiti 2
- Piera Vidale in Laverne & Shirley